# Adrastus dolini
Adrastus dolini là một loài bọ cánh cứng trong họ Elateridae. Loài này được Wellschmied miêu tả khoa học năm 1978.